# Kladno (distrikt)

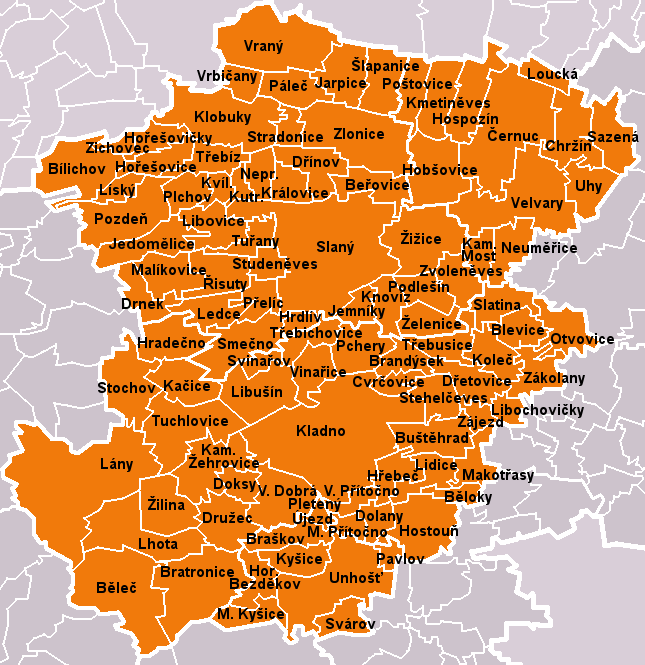
Städer och byar

Kladno (tjeckiska: Okres Kladno) är ett distrikt i Mellersta Böhmen i Tjeckien. Centralort är Kladno.

## Komplett lista över städer och byar
(städer, köpstäder och byar)

- Běleč
- Běloky
- Beřovice
- Bílichov
- Blevice
- Brandýsek
- Braškov
- Bratronice
- Buštěhrad
- Cvrčovice
- Černuc
- Dolany
- Drnek
- Družec
- Dřetovice
- Dřínov
- Hobšovice
- Horní Bezděkov
- Hořešovice
- Hořešovičky
- Hospozín
- Hostouň
- Hradečno
- Hrdlív
- Hřebeč
- Chržín
- Jarpice
- Jedomělice
- Jemníky
- Kačice
- Kamenné Žehrovice
- Kamenný Most
- Kladno
- Klobuky
- Kmetiněves
- Knovíz
- Koleč
- Královice
- Kutrovice
- Kvílice
- Kyšice
- Lány
- Ledce
- Lhota
- Libochovičky
- Libovice
- Libušín
- Lidice
- Líský
- Loucká
- Makotřasy
- Malé Kyšice
- Malé Přítočno
- Malíkovice
- Neprobylice
- Neuměřice
- Otvovice
- Páleč
- Pavlov
- Pchery
- Pletený Újezd
- Plchov
- Podlešín
- Poštovice
- Pozdeň
- Přelíc
- Řisuty
- Sazená
- Slaný
- Slatina
- Smečno
- Stehelčeves
- Stochov
- Stradonice
- Studeněves
- Svárov
- Svinařov
- Šlapanice
- Třebichovice
- Třebíz
- Třebusice
- Tuchlovice
- Tuřany
- Uhy
- Unhošť
- Velká Dobrá
- Velké Přítočno
- Velvary
- Vinařice
- Vraný
- Vrbičany
- Zájezd
- Zákolany
- Zichovec
- Zlonice
- Zvoleněves
- Želenice
- Žilina
- Žižice